# Faraday-Konstante
Die Faraday-Konstante {\displaystyle F} ist die elektrische Ladung eines Mols einfach geladener Ionen. Sie spielt in den Faradayschen Gesetzen eine wichtige Rolle.

## Wert und Einheit
Sie wird aus der Avogadro-Konstanten {\displaystyle N_{\mathrm {A} }} und der Elementarladung {\displaystyle e} errechnet:
{\displaystyle F=N_{\mathrm {A} }\cdot e}
und hat den Wert:
{\displaystyle {\begin{aligned}F&=6{,}022\,140\,76\cdot 10^{23}{\frac {\mathrm {1} }{\mathrm {mol} }}\cdot 1{,}602\,176\,634\cdot 10^{-19}{\mathrm {C} }\\&=96\,485{,}332\,123\,310\,0184\,{\frac {\mathrm {C} }{\mathrm {mol} }}\end{aligned}}}.
Die SI-Einheiten Mol und Coulomb sind dadurch definiert, dass den Konstanten {\displaystyle N_{\mathrm {A} }} und {\displaystyle e} exakte Zahlenwerte zugeordnet wurden. Dadurch ist auch der Wert von {\displaystyle F} exakt angebbar.

## Bedeutung
Die Faraday-Konstante wird in Berechnungen in der Physik und der Elektrochemie verwendet, wenn Stoffumsätze mit elektrischen Ladungen verknüpft sind – etwa bei Elektrolysen (zum Beispiel in der Galvanotechnik) oder bei Brennstoffzellen und Batterien.
Sie wird auch zur Berechnung der Änderung der Energie verwendet, die ein Mol Elektronen bei Durchlaufen einer Potentialdifferenz aufnehmen oder abgeben (also der molaren Energiedifferenz), und wird praktisch angewendet bei der Berechnung von allgemeinen Reaktionsparametern, wie der Umrechnung elektrischer Potentiale in freie Energie. Eine Energie von 1 kJ/mol entspricht heruntergebrochen auf ein Teilchen 1000 J/(mol·NA). Ausgedrückt in Elektronvolt (eV) und mit 
{\displaystyle 1\,\mathrm {eV} =1\,e\cdot {\frac {\mathrm {J} }{\mathrm {C} }}}
ergibt sich:
{\displaystyle 1\;{\frac {\mathrm {kJ} }{\mathrm {mol} }}\ \,\mathrel {\widehat {=}} \,{\frac {1000\;\mathrm {eV} \cdot \mathrm {C} }{F\cdot \mathrm {mol} }}=0{,}010\,36\ldots \;\mathrm {eV} \,.}
Die Merkregel „100 kJ/mol ≙ 1 eV“ weicht also um 3,6 % von der wahren Umrechnung ab.

## Bestimmung

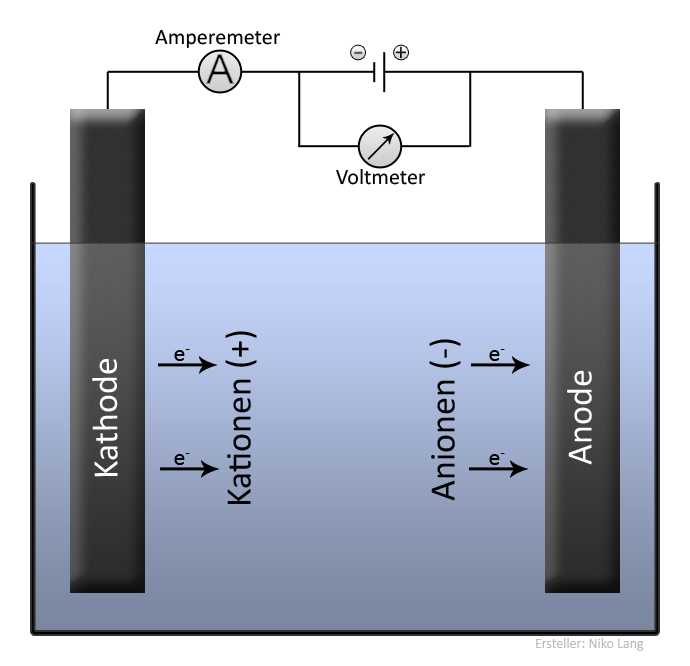
Elektrolyse (Allgemein)

Bis zur Revision des Internationalen Einheitensystems am 20. Mai 2019 war die Faraday-Konstante eine Größe, die experimentell bestimmt werden musste. Ihre Bestimmung erfolgte meist coulometrisch durch Elektrolyse, bei der sich F anhand der Faradayschen Gesetze aus der Masse, der molaren Masse, dem Strom und der Zeit (Elektrolysendauer) berechnen ließ.
Ein klassisches Beispiel ist die Elektrolyse von Silber in einer Lösung von Silbernitrat (→ siehe Silbercoulometer). Die einfach geladenen Silberionen nehmen durch den fließenden Strom Ladungen auf, und festes Silber scheidet sich ab:
{\displaystyle \mathrm {Ag^{+}+e^{-}\longrightarrow Ag\downarrow } \,}.
Die  Atommasse (Atomgewicht) von Silber beträgt 107,86 u, somit hat ein Mol Silber die Masse 107,86 g. Da das Silberion die Ladung 1 e trägt, sind zur Abscheidung dieser Menge Silber so viele Elementarladungen erforderlich, wie Teilchen in einem Mol sind, also der Zahlenwert von NA.
Die Ladungsmenge Q wiederum ist das Produkt aus Strom und Zeit: Q = I·t.
Allgemein gilt:
{\displaystyle {\frac {\Delta m}{m_{\mathrm {Atom} }}}=N={\frac {Q}{z\cdot e}}}
und
{\displaystyle {\frac {\Delta m}{M}}=n={\frac {Q}{z\cdot F}}}
mit 
{\displaystyle \Delta m} = elektrolytisch abgeschiedene Masse
{\displaystyle m_{\mathrm {Atom} }} = Masse eines Ag-Atoms
{\displaystyle M} = molare Masse  (=mAtom·NA)
{\displaystyle N} = Zahl der abgeschiedenen Ag-Atome
{\displaystyle n} = Stoffmenge (=N/NA)
{\displaystyle Q} = Ladung
{\displaystyle z} = Ladungszahl (chemische Wertigkeit; für Ag+ ist z = 1),
wobei
- mAtom in u und
- M in g/mol

denselben Zahlenwert haben.
Die Faradaysche Konstante ließ sich also durch makroskopisch zugängliche Größen bestimmen: die molare Masse (Atomgewicht) und die elektrolytisch abgeschiedene Masse:
{\displaystyle \Leftrightarrow F={\frac {M\cdot I\cdot t}{\Delta m\cdot z}}}

## Historisches
Den linearen Zusammenhang zwischen Stoffumsatz und transportierter elektrischer Ladungsmenge erkannte Michael Faraday, der 1834 entsprechend die Faradayschen Gesetze formulierte.
Als man später im 19. Jahrhundert die Existenz von Atomen und Molekülen sowie die Existenz einer Elementarladung erkannte oder vermutete, erhielt man über die Faradaysche Konstante eine Beziehung zwischen zwei mikroskopischen Größen, der Masse eines Atoms und der Elementarladung, ohne dass man diese selbst direkt messen musste. Nachdem Josef Loschmidt 1865 erstmals die Größe von Luftmolekülen bestimmt hatte, woraus die Avogadro-Konstante abgeleitet werden konnte, gab George Johnstone Stoney 1874 eine erste Abschätzung für die Elementarladung.